# Auditing
Auditing is het controleren van een organisatie. Dit omvat het uitvoeren van:
- een onderzoek naar een proces/organisatie,
- een accountantscontrole van een verantwoordingsstuk, zoals een jaarrekening, subsidieaanvraag of interne (management)rapportage.

Het doel is het verschaffen van (additionele) zekerheid aan de opdrachtgever (auditée) of derden (maatschappelijk verkeer). Een procesaudit richt zich op het onderzoek naar de opzet, bestaan en werking van beheersmaatregelen. Een financiële audit richt zich op de betrouwbaarheid van de verslaglegging. De uitvoerenden (auditors) zijn gespecialiseerde controleurs zoals accountants, kwaliteitsauditors of controleafdelingen binnen een bedrijf(stak).
De uitkomsten van een audit worden in een rapport vastgelegd. 

## Intern versus extern
Auditing en auditors worden veelal onderscheiden als:
- Interne audits: onderzoek en controle door interne auditors (zijn in dienst van de organisatie).
- Externe audits: onderzoek en controle door externe auditors (zijn onafhankelijk van de organisatie).

Audits worden al dan niet op basis van wet- en regelgeving gereguleerd en/of verplicht gesteld.

## Specialisaties
Auditing kan zich richten op het geheel van de organisatie maar kan ook een bepaald veld in een te onderzoeken organisatie of systeem onder de loep nemen. Het kan hier bijvoorbeeld gaan om milieu, arbeidsomstandigheden, (voedsel)veiligheid binnen een organisatie, kwaliteitsmanagement of fraudegevoeligheid.
Er worden verschillende vormen van auditing onderscheiden, zoals:
- Financial auditing (ook wel accountantscontrole genoemd)
- Forensic auditing (ook wel fraudeonderzoek genoemd)
- Informatie-audit (veelal onderdeel van informatiemanagement)
- Informatiebeveiligingsaudit (veelal o.b.v. standaarden voor informatiebeveiliging)
- IT-auditing (vroeger ook wel EDP-auditing genoemd)
- Kwaliteitsaudit (ook wel ISO 9001-audits genoemd)
- Operational auditing (ook wel proces audit genoemd)